# Іоанн Куркуас Старший
Іоанн Куркуас Старший (д/н — після 886) — державний та військовий діяч Візантійської імперії.

## Життєпис
Походив з вірменської шляхти. Народився у фемі Арменіакон. Його батьком був якийсь Гурген. При народженні отримав ім'я Ованес. У 867 році зі сходження вірменина Василя на трон (заснував Македонську династію) кар'єра Ованеса стала швидко просуватися вперед. На той час, на думку дослідників, після оголошення Василя співімператором Михайла III перебрався до Константинополя, де взяв грецький аналог свого ім'я — Іоанн, а ім'я його батька, що в грецькому вигляді перетворилося на Куркуас, стало прізвищем. Таким чином, Іоанн куркуас став засновником візантійської родини.
У 870-х роках разом з імператором Василем I брав участь у військових кампаніях проти арабів. За свою звитягу отримав титул патрикія і посаду дуки, проте невідомо якої саме території. Згодом призначається доместіком (командуючим) тагми гіканатів (або іканатів) — відбірного корпусу особистої гвардії імператора, що складався з вірмен. На цій посаді набув значного впливу та чималих статків.
У 886 році відповідно до історика Псевдо-Симеона Іоанн Куркуас потрапив під підозру до хворого імператора. Його було звинувачено у змові разом з Мануїлом Куртікієм, які планували повалити імператора та поставити імператором самого Куркуаса. За наказом Василя I його було засліплено разом із сином Романом та відправлено у заслання. Подальша доля невідома.

## Родина
Відомо лише про сина Романа, який в свою чергу мав синів Іоанна і Феофіла, що стали знаними військовиками імперії.